# العبودية في جهادية القرن الحادي والعشرين
قامت الجماعات الجهادية شبه الدولة، من ضمنها بوكو حرام والدولة الإسلامية في العراق والشام، بأسر واستعباد النساء والأطفال، غالبًا من أجل الاسترقاق الجنسي. سنة 2014 خصوصًا، نظمت المجموعتان عمليات خطف جماعي لأعداد كبيرة من الفتيات والشابات.

## الاستعباد

### استعباد بوكو حرام
كان أول تقرير عن استعباد بوكو حرام في 13 مايو 2013 عندما نُشرَ مقطع فيديو لزعيم بوكو حرام أبو بكر شيكاو يقول إن مجموعته أخذت نساء وأطفال- من ضمنهم فتيات مراهقات- رهائن ردًا على اعتقال زوجات وأطفال أعضائهم.
وفقًا للخبير في الشئون الإسلامية جوناثان إن سي هيل، بدأت بوكو حرام باختطاف أعداد كبيرة من الفتيات والشابات للاستخدام الجنسي سنة 2014. وقام الإسلاميين الجزائريين بعمليات خطف الفتيات والشابات للاستخدام الجنسي في التسعينيات وأوائل الألفية الثانية، يعكس ذلك تأثير القاعدة في بلاد المغرب الإسلامي.
نقلاً عن بي بي سي، وفقًا لزعيم مجتمعي من ولاية بورنو فإن بعض الشابات والفتيات اللائي أسرهن بوكو حرام أُجبرن على الزواج من مقاتلي بوكو حرام واحدًا تلو الآخر في أثناء مقتل المقاتلين، «في أي وقت يذهبون للقيام بعملية ويُقتل أحد المقاتلين، فإنهم يجبرون الشابة على الزواج بآخر، في النهاية تصبح جارية جنسية معتادة».

### استعباد داعش
| قائمة أسعار العبيد من النساء والأطفال في تنظيم الدولة الإسلامية                    | قائمة أسعار العبيد من النساء والأطفال في تنظيم الدولة الإسلامية |
| ---------------------------------------------------------------------------------- | --------------------------------------------------------------- |
| 165$                                                                               | من عمر 1-9                                                      |
| 124$                                                                               | 20-10                                                           |
| 82$                                                                                | 30-21                                                           |
| 62$                                                                                | 40-31                                                           |
| 41$                                                                                | 50-41                                                           |
| المصدر: زينب بانجورا المبعوث الخاص للأمم المتحدة بشأن العنف الجنسي في حالات النزاع |                                                                 |

ذكرت مجلة ذا إيكونوميست أن داعش «تنظيم الدولة الإسلامية» قد أسرت ما يصل إلى 2000 امرأة وطفل، باعتهم ووَزعتهم بوصفهم عبيدًا جنسيين. بيعت بعض النساء بالمزاد وعبر الإنترنت في المملكة العربية السعودية وأماكن أخرى. ماثيو باربر، وهو باحث في التاريخ اليزيدي في جامعة شيكاغو، ذكر لاحقًا أنه جمع قائمة تضم 4800 امرأة وطفل يزيدي أسرى، وقَدر أن العدد الإجمالي قد يصل إلى 7000. اليزيديون أقلية صغيرة تمارس دينًا قائمًا على مزيج من المعتقدات المسيحية والإسلامية والعقيدة القديمة في بلاد ما بين النهرين.
وفقًا لتقارير أوردتها ذا ديلي تلغراف، كانوا يختارون العذارى من بين النساء اللائي أسروهن، ويمنحونهن للقادة بوصفهم عبيدًا جنسيين. وفقًا لتقرير نُشر في أغسطس 2015 في صحيفة نيويورك تايمز: «خلقت التجارة بالنساء والفتيات اليزيديات موردًا مستمرًا، مع شبكة من المستودعات حيث احتجزوا الضحايا، ووُجدت غرف مشاهدة حيث كانوا يفحصونهن ويُسوقونهن، مع أسطول مخصص من الحافلات المستخدمة لنقلهن».
في أبريل 2015، زارتْ زينب بانجورا، المبعوثة الخاصة للأمم المتحدة بشأن العنف الجنسي في حالات النزاع، العراق وحصلت على نسخة من كتيب تنظيم الدولة الإسلامية يتضمن قائمة بالأسعار للنساء والأطفال الأسرى. وفقًا لبلومبرج، أكد صحة القائمة باحثو الأمم المتحدة الذين جمعوا قصصًا عن أسواق العبيد المماثلة في المناطق التي يسيطر عليها تنظيم الدولة الإسلامية. الأسرى هم أقليات غير مسلمة، معظمهم من المسيحيين واليزيديين العرب، الذين رفضوا اعتناق الإسلام وقُتل أقاربهم الذكور البالغين. ومن بين من يشترون النساء والأطفال الأسرى المجموعات الخاصة بالمقاتلين والأثرياء في الشرق الأوسط.

## التاريخ
في دراسة عن تجارة العبيد العربية من 650 إلى 1905 ميلاديًا، التي أخذت في الحسبان الاتجار بالبشر في شمال إفريقيا والشرق الأوسط والهند، قدر البروفيسور رالف أوستن عدد العبيد بـ 17 مليون.
كانت عبودية الإناث شائعة في تجارة العبيد العربية في العصور الوسطى، إذ ينتهي الأمر في كثير من الأحيان بأسرى الحرب الذين أُسروا في معركة من أراض غير عربية محظيات، يُعتبرن أحرارًا عند وفاة سادتهن. خلال العصر الذهبي الإسلامي، دعا بعض الفقهاء المسلمين الذين كتبوا عن الفقه العسكري إلى فرض عقوبات صارمة على المتمردين الذين يستخدمون «هجمات التخفي» ويمارسون عمليات الاختطاف وتسميم آبار المياه والحرق العمد والاعتداءات على عابري السبيل والمسافرين والاعتداءات تحت غطاء الليل والاغتصاب.
كتب ونستون تشرشل عام 1899 عن تجارة العبيد الإسلامية: «جميع القبائل العربية في السودان، دون استثناء، كانوا صيادين للرجال. أما في أسواق الرقيق الكبرى في جدة، وُجد تدفق مستمر من الأسرى الزنوج مئات السنين. إن اختراع البارود وتبني العرب للأسلحة النارية سهّل تجارة الرق، وهكذا يمكن تلخيص الوضع في السودان عدة قرون على النحو الآتي: كانت السلالة المهيمنة للغزاة العرب تنشر بتزايد عِرقها ودينها وعاداتها ولغتها بين السكان الأصليين السود، وفي الوقت نفسه استفزتهم واستعبدتهم، قاتلت القبائل العربية المحاربة واشتبكت فيما بينها وعاشت صراعًا ونزاعًا مستمرًا. ارتجف الزنوج خوفًا من الأسر، ونهضوا محليًا ضد مضطهديهم».

## وجهات نظر إسلامية حول العبودية
في وقت سابق من القرن العشرين، أعلن مؤلفون إسلاميون أن العبودية عفا عليها الزمن، دون أن يؤكدوا أو يروجوا بوضوح لإلغائها. وقد أدى ذلك إلى قيام عالم واحد على الأقل «ويليام كلارنس سميث»، بانتقاد «مراوغات وصمت محمد قطب» و «الرفض الحازم لمولانا المودودي للتخلي عن العبودية».
أعاد بعض العلماء المسلمين السلفيين المحافظين فتح قضية العبودية بعد إغلاقها في وقت سابق من القرن العشرين، عندما حظرت الدول الإسلامية العبودية، ووجد معظم علماء المسلمين هذه الممارسة تتعارض مع الأخلاق القرآنية.
رداً على التبرير القرآني لجماعة بوكو حرام النيجيرية المتطرفة لخطف الناس واستعبادهم، وتبرير داعش الديني لاستعباد النساء اليزيديات بوصفهم غنائم حرب كما يدعون في مجلتهم الرقمية دابق، وقع 126 عالمًا إسلاميًا من جميع أنحاء العالم الإسلامي، في أواخر سبتمبر 2014، رسالة مفتوحة إلى زعيم تنظيم الدولة الإسلامية أبو بكر البغدادي، رافضين فيها تفسيرات مجموعته للقرآن والحديث لتبرير تصرفاته. تتهم الرسالة الجماعة بالتحريض على الفتنة بإقامة الرق في ظل حكمها بما يخالف الإجماع المناهض للعبودية لدى علماء الإسلام.

### إخوان قطب

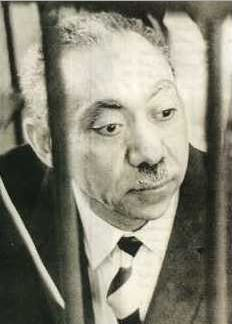
سيد قطب

كتب سيد قطب، أحد العلماء البارزين في جماعة الإخوان المسلمين في تفسيره للقرآن أن العبودية كانت طريقة للتعامل مع أسرى الحرب، وكان من الضروري للإسلام أن يتبنى الأسلوب نفسه من الممارسة لحين ابتكار نهج جديد للتعامل مع أسرى الحرب سوى الاستعباد. دافع شقيقه محمد قطب بقوة عن العبودية الإسلامية، وقال إن الإسلام أعطى حق الحرية الروحية للعبيد، في العهد المبكر للإسلام، رُفعَ العبد إلى حالة إنسانية نبيلة غير مسبوقة في أي جزء آخر من العالم. وقارن بين الزنا، والدعارة و -ما أسماه- الممارسات الحيوانية البغيضة، الجنس دون ضابط الموجود في أوروبا، مع -ما أسماه- العلاقة الروحية النقية التي تربط الجارية بسيدها في الإسلام.

### أبو الأعلى المودودي
كتب أبو الأعلى المودودي، مؤسس الجماعة الإسلامية:
لقد حرّم الإسلام بوضوح وقطعيًا الممارسة البدائية المتمثلة في أسر الرجل الحر أو جعله عبدًا أو بيعه بصورة عبد. قال الرسول محمد صلى الله عليه وسلم: «ثلاثة أنا خصمهم يوم القيامة، ومنهم: رجل باع حرًا وأكل ثمنه». رواه البخاري وابن ماجة.

إن كلمات هذا الحديث النبوي هي أيضًا كلمات عامة، ولم تُحدد أو تُطبق على أمة معينة أو عرق أو بلد أو أتباع دين معين، ونتيجة لهذا فإن الصورة الوحيدة للعبودية التي بقيت في المجتمع الإسلامي هي أسرى الحرب الذين أُسروا في ساحة المعركة. تحتفظ الدولة الإسلامية بأسرى الحرب هؤلاء حتى توافق حكومتهم على إعادتهم مقابل جنود المسلمين الأسرى لديهم.